# Augustinern 15 (Quedlinburg)

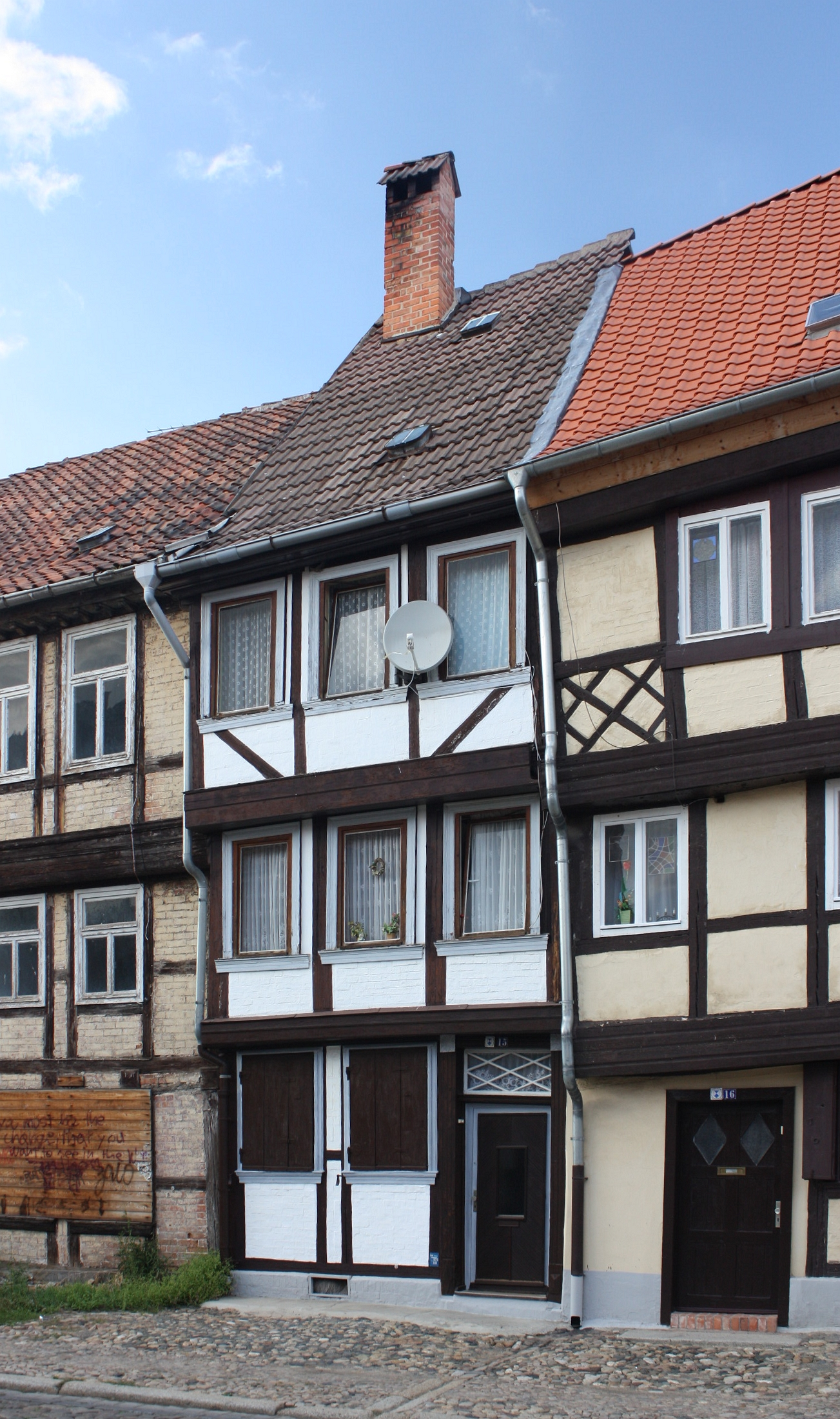
Haus Augustinern 15

Das Haus Augustinern 15 ist ein denkmalgeschütztes Gebäude in der Stadt Quedlinburg in Sachsen-Anhalt.

## Lage
Es befindet sich im nördlichen Teil der historischen Quedlinburger Neustadt und gehört zum UNESCO-Weltkulturerbe. Im Quedlinburger Denkmalverzeichnis ist es als Wohnhaus eingetragen. Westlich grenzt der gleichfalls denkmalgeschützte Gasthof Goldener Anker, östlich das Haus Augustinern 16 an.

## Architektur und Geschichte
Das kleine dreigeschossige Wohnhaus entstand in der Zeit um 1680 in Fachwerkbauweise. Das nur vier Gebinde schmale Gebäude wurde im 19. Jahrhundert umgebaut. Hierbei wurden barocke Dekorationen verkleidet. Die Profilbohlen aber auch die Fenster mit Fensterläden sowie die Tür entstanden in dieser Zeit.